# Olga Schoberová
Olga Schoberová (* 15. března 1943 Praha), známá též pod pseudonymem Olinka Bérová, je česká herečka, často přirovnávaná k Brigitte Bardotové nebo Ursule Andressové. Hrála ve 26 československých, amerických, italských a německých filmech.
V šedesátých a sedmdesátých letech 20. století byla považována za sex symbol nejen českého, ale i evropského filmu, mj. díky roli v úspěšné komedii Kdo chce zabít Jessii?. Mezinárodní věhlas jí přinesly role Winifred Goodmanové ve westernové parodii Limonádový Joe (1964) a Lucrezie Borgie ve stejnojmenném historickém dramatu (1968). Olga Schoberová byla v roce 1964 první osobou z Československa, která se objevila v časopise Playboy, a to i na titulní straně. Po odchodu do důchodu žije v Praze stranou všeho dění.

## Život
Pocházela z malých poměrů z pražských Vinohrad. Po maturitě na ekonomické škole začala pracovat jako fakturantka v podniku Technomat. Už jako osmnáctiletá se díky svému půvabu stala jednou z tváří dokumentárního snímku Václava Táborského Václavské náměstí z roku 1961. Krátce na to zazářila jako hvězda řady československých i zahraničních filmů. Byla partnerkou mnoha osobností české kultury – Káji Saudka, Theodora Pištěka, Miroslava Plzáka, Josefa Laufera, či Juraje Jakubiska. V roce 1964 vyšla její fotografie na titulní straně amerického časopisu Playboy. Britský snímek Její pomsta, ve kterém nahradila Ursulu Andress, se stal filmem roku 1968. Olga Schoberová byla představena královně Alžbětě II. a princi Charlesovi. Setkání Charlese se spontánní superstar zavdalo v britském tisku spekulacím o jejich následné vzájemné náklonnosti. 
Při natáčení filmu Tajemství čínského karafiátu (Das Geheimnis der chinesischen Nelke) poznala v roce 1963 svého prvního manžela, kulturistu a herce Brada Harrise, za kterého byla vdaná v letech 1967–1969. Má s ním dceru Sabrinu Calley (adoptována druhým manželem), která pracuje jako filmová stylistka a kostymérka. Druhým manželem Olgy Schoberové se stal v roce 1972 hollywoodský producent, pozdější prezident Warner Bros. John Calley. Olga Schoberová po sňatku vedla život americké smetánky, žila v rozlehlé luxusní vile v Beverly Hills, přátelila se s Clintem Eastwoodem, Robertem Redfordem, manželi Trumpovými, Paulem Newmanem a dalšími. Díky sňatku získala americké občanství a mohla tak střídavě pobývat i v Československu. V sedmdesátých letech zde natočila komedie Pane, vy jste vdova (1970) a Adéla ještě nevečeřela (1977). Postupně se vzdala filmové kariéry, především pro uchování osobního vztahu s manželem. Ten ale nevydržel. Na přelomu 80. a 90. let již žili odděleně a rozvedli se v roce 1992. John Calley si poté vzal o třicet let mladší herečku Meg Tilly, známou z role paní de Tourvel z Formanova Valmonta. V devadesátých letech se Olga Schoberová uchýlila do Prahy, kde žije v ústraní, bez kontaktů k tisku či filmu dodnes. Rozhovory od té doby poskytla jen zcela ojediněle.

## Filmografie

### Film
- Václavské náměstí (1961) – krátkometrážní dokumentární fejeton
- Ikarie XB 1 (1963)
- Bylo nás deset (1963) [namluvila Eva Klepáčová]
- Náboj (1963) – krátkometrážní drama
- Bez pasu a bez víza z Kudlova do San Franciska (1964) – krátkometrážní dokumentární cestopis
- Tajemství čínského karafiátu (1964)
- Zlatokopové z Arkansasu (1964)
- Limonádový Joe aneb Koňská opera (1964) [píseň nazpívala Jarmila Veselá]
- Bláznova kronika (1964)
- Die schwarzen Adler von Santa Fe (1965)
- Graf Bobby, der Schrecken des wilden Westens (1965)
- I gringos non perdonano (1965)
- Slečny přijdou později (1966) [namluvila Alena Kreuzmannová]
- Kdo chce zabít Jessii? (1966)
- Flám (1966)
- Komisař X (1967)
- 25. hodina (1967)
- Lucrezia Borgia, l'amante del diavolo (1968)
- Její pomsta (1968)
- Le Calde notti di Poppea (1969)
- Togetherness (1970)
- Pane, vy jste vdova! (1970)
- Formula 1 – Nell'Inferno del Grand Prix (1970)
- Adéla ještě nevečeřela (1977) [namluvila Libuše Švormová]
- Vrak (1984) [namluvila Veronika Freimanová]
- Dovidenia v pekle, priatelia (1990) [namluvila Oľga Solárová]

### Televize
- Vražda potřebuje reklamu (1964) – TV film
- Soudce Stokroč (1967) – seriál